# Ghouls ’n Ghosts
Ghouls ’n Ghosts (OT: jap. 大魔界村, Daimakaimura) ist ein von Capcom entwickeltes Jump ’n’ Run, das 1988 als Arcade-Spiel veröffentlicht wurde. Später wurde es auf diverse andere Systeme portiert. Am 18. Mai 2017 ist eine überarbeitete mobile Version für Geräte mit Apple iOS erschienen. Das Spiel ist der Nachfolger des Spieles Ghosts ’n Goblins und der Vorgänger des SNES-Spiels „Super Ghouls ’n Ghosts“.

## Spielablauf
Der Spielablauf ist vergleichbar mit dem von Ghosts ’n Goblins. Der Spieler kontrolliert den Ritter „Arthur“ und muss versuchen, durch verschiedene Level hinweg und gegen eine Schar von Untoten und Dämonen, Seelen, die von seinem Widersacher „Loki“ gestohlen wurden, wiederzufinden. Auf diesem Weg findet der Spieler verschiedene Waffen und Rüstungen, die ihm bei diesem Vorhaben helfen.

### Innovationen des Spiels
Während das Grundprinzip des Spiels gleich geblieben ist, gibt es einige neue Fertigkeiten, die der Spieler nun neben Springen und Schießen anwenden kann: Der Spielfigur ist es nun möglich auch direkt nach oben in die Luft zu schießen.
Zudem kann der Spieler durch Sprünge in bestimmten Teilen der Level Schatztruhen finden, die dann aus dem Boden aufsteigen.
Diese können sowohl neue Waffen, Rüstungen, aber auch Gegner enthalten.

### Waffen
Die Spielfigur kann jeweils eine der folgenden Waffen tragen, die im Laufe des Spiels gefunden werden können: Lanze, Dolch, Fackel, Axt, Schwert, Diskus, „Psycho Cannon“.

## Level
Das Spiel besteht aus sechs Leveln. Am Ende eines jeden Levels muss der Spieler einen Endgegner besiegen, um in das nächste wechseln zu können. Das letzte Level kann erst betreten werden, nachdem der Spieler die vorherigen Level zum zweiten Mal beendet hat und zudem im Besitz der „Psycho Cannon“ ist.
- The Execution Place and Floating Island
- The Village of Decay and Town of Fire
- Baron Rankle’s Tower and the Horrible Faced Mountain
- The Crystal Forest
- The Castle of Evil Demons
- Loki’s Chamber

## Musik
Der Soundtrack der Arcade-Version wurde von Tamayo Kawamoto komponiert. Der Soundtrack der Computerportierungen wurde von Tim Follin komponiert.

## Portierungen
Im gleichen Jahr wie die Arcade-Version erschienen Portierungen für den C64, Atari ST und den Amstrad CPC. Ein Jahr später wurde das Spiel für den Amiga, Sega Mega Drive und Sinclair ZX Spectrum veröffentlicht. 1990 folgten die Portierungen auf Sega Master System und NEC PC Engine sowie SuperGrafx. Später erschien für das jap. Sega Saturn eine Version als Teil der Capcom Generations 2: Chronicles of Arthur.

## Rezeption
In Japan listete Game Machine Ghouls ’n Ghosts in ihrer Ausgabe vom 15. Januar 1989 als das zweiterfolgreichste Tisch-Arcade-Gerät des Monats auf und übertraf damit Titel wie Image Fight und Truxton. Anschließend wurde es zum acht erfolgreichsten Arcade-Spiel des Jahres 1989 in Japan.

### Zeitgenössische Kritiken
Die Zeitschrift MegaTech rezensierte die Sega-Mega-Drive-Version und bezeichnete sie als „ein wahrhaft großartiges Spiel“ und „eine atemberaubende Umsetzung“ des „klassischen Münzspiels, das atemberaubende Grafik und Sound mit sehr anspruchsvollem Gameplay kombiniert“.

### Anerkennungen
Die Sega Genesis-Version erhielt 1989 die Electronic Gaming Monthly Awards für das beste Spiel des Jahres, die beste Grafik, das beste Sequel und den coolsten Boss. Die Computer Entertainer Awards wählten es zum Genesis-Spiel des Jahres. VideoGames & Computer Entertainment verlieh ihm die Auszeichnung für die beste Coin-Op-Konvertierung auf Konsolen. Die Computer Entertainer Awards wählten es zum Genesis-Spiel des Jahres.
2017 listete Gamesradar das Spiel auf Platz 44 der „Besten Sega Genesis/Mega Drive-Spiele aller Zeiten“.

### Retrospektiv
Rückblickend gab Game Rankings der Sega-Genesis-Version eine Gesamtbewertung von 80 % auf der Grundlage von vier in den 2000er Jahren online veröffentlichten Rezensionen, darunter drei Rezensionen für die Wii Virtual Console-Version.
Die Virtual Console-Version (portiert vom Sega Genesis) wurde von GameSpot mit 6,5 von 10 Sternen bewertet, von IGN mit 7,5 von 10 Sternen, und von Nintendo Life mit 9 von 10 Sternen.

## Nachfolger
1992 erschien für das SNES „Super Ghouls ’n Ghosts“ als dritter Teil der Serie, welches wiederum im Jahre 2002 für den Game Boy Advance portiert wurde und ebenfalls in der Capcom Generations 2 enthalten ist.